# 八一九事件
八一九事件（羅馬化：Avgustovskiy putch），又稱八一九政变、八月政变、1991年蘇聯政變，是指1991年8月19日至8月21日，蘇聯政府内部上層官員企圖發動政變，以廢除戈爾巴喬夫的蘇聯共產黨中央委員會總書記兼蘇聯總統职务，並收回各加盟共和国权力，最後未果。主導政變者为蘇聯共產黨内的強硬派成員，包括苏联的副总统、总理、国防部长、内政部长、國安局（KGB，克格勃）局长和苏联国防会议副主席等。他們认为戈爾巴喬夫的改革計劃過於激进，已影響蘇聯政府的基本架構，進而造成內部矛盾；同时，認為他正商議簽訂的新聯盟條約，将中央權力過度分散于各加盟共和國政府。
此次未遂政變在短短三天內便瓦解，其后戈爾巴喬夫恢復權力。此事件本为緩減当时苏联內部逐渐扩大的离心运动，但实际上加速了苏联的解体。时任俄罗斯联邦总统的鲍里斯·叶利钦也在此次政变中获得了高于戈尔巴乔夫的声望。政变结束后的8月24日和25日，叶利钦签署两份俄罗斯总统令，宣布将苏联共产党的档案转交给苏俄档案馆（即俄羅斯前身），并将苏共财产和不动产收归苏俄国有，实际上限制了苏共的活动。

## 背景
自1985年出任蘇聯共產黨中央委員會總書記接掌最高權力後，戈爾巴喬夫便开始了其改革计划，主要體現在他的經濟改革和政治開放政策两方面。改革導致共產制度內的強硬成員對其抵制和不信任，也造成了一些戈爾巴喬夫始料未及的勢力和運動，例如蘇聯內非俄罗斯族的少數民族民族主義動亂的增長，以及部份或全部的加盟共和國脫離的可能。1991年，蘇聯處於嚴重的經濟和政治危機中，幾乎所有商品都出現短缺，人們甚至必須大排長龍才能買到必須品。而此时，波罗的海三国（愛沙尼亞、拉脫維亞、立陶宛）和格魯吉亞已宣佈自蘇聯獨立。
1991年1月，立陶宛發生了一月事件，苏联嘗試以武力迫使立陶宛返回蘇聯。約一個星期後，拉脫維亞地方親蘇勢力亦以拉脫維亞一月事件類似嘗試試圖推翻政府，種族武裝衝突在納戈爾諾－卡拉巴赫和南奧塞梯也持續發生。俄羅斯于1991年6月12日宣佈主權獨立並于此後限制了蘇聯法律在俄罗斯的施行，特別是關於財政和經濟的法律。俄羅斯最高蘇維埃最终通過了这些與蘇聯法律衝突的法律。
1991年3月17日举行的全蘇聯公投中，除波羅的海三國拒投外，其餘共和國內的多數居民表達了希望保留一个革新的蘇聯的意願。在協商後，九個參與公投共和國中的八個（除了烏克蘭）有條件同意了新聯盟條約，此條約將使蘇聯成為一個“共有一個總統和相同的外交和軍事政策的眾獨立共和國組成的聯邦”。俄羅斯聯邦、哈薩克和烏茲別克原預定在1991年8月20日在莫斯科簽訂此條約。

## 策劃政變
1989年12月11日，克格勃主席弗拉基米爾·克留奇科夫下令對位於莫斯科的中央電視台進行整肅，同日，他要求兩位克格勃官員準備当蘇聯進入緊急狀態時的應對計劃，其後，他與蘇聯國防部長德米特里·亚佐夫、蘇聯內政部長鲍里斯·普戈、蘇聯總理瓦连京·巴甫洛夫、蘇聯副總統根纳季·亚纳耶夫、蘇聯國防會議副主席奥列格·德米特里耶维奇·巴克拉诺夫、戈爾巴喬夫的总统办公厅主任瓦列里·伊万诺维奇·博尔金和蘇聯共產黨中央書記奥列格·西蒙诺维奇·舍宁共同参与此政變。政變發起者希望說服蘇聯總統戈爾巴喬夫宣佈進入緊急狀態以「恢復秩序」。
1991年7月29日，戈爾巴喬夫、俄羅斯總統葉爾辛和哈薩克總統纳扎尔巴耶夫聚會商量開除強硬派如巴甫洛夫、亞佐夫、克留奇科夫和普戈並用更自由派的人物取而代之的可能。此次談話被克格勃竊聽。克留奇科夫早在幾個月前就將戈爾巴喬夫設為目標110，并置於嚴密監視。
1991年8月4日，戈爾巴喬夫前往位於克里米亞福羅斯的別墅度假，原計畫在8月20日聯盟條約簽署当天返回莫斯科。
8月17日，政變策劃者在莫斯科一間賓館內聚會並決定行動。
8月18日，巴克拉諾夫、瓦列里·博爾金、奧列格·舍寧和蘇聯國防部副部長瓦连京·瓦连尼科夫大將飛往克里米亞與戈爾巴喬夫會議；同一時間，福羅斯別墅的所有對外通訊線（其由克格勃控制）被切斷，柵門增設了克格勃安全警衛，他们被命令禁止任何人離開。巴克蘭諾夫、博爾金、舍寧和瓦連尼科夫给出戈爾巴喬夫两个选项让其选择，其一为宣佈進入緊急狀態，其二为辭職並任命副總統亞納耶夫為代理總統。目的均为使政變者得以在這個國家恢復秩序。
虽然戈爾巴喬夫一直宣稱他在槍口下拒絕接受通牒，但瓦連尼科夫則堅持戈爾巴喬夫說:「做你認為該做的，該死的！」。然而，根据當時同在別墅的人的證詞，巴克蘭諾夫、博爾金、舍寧和瓦連尼科夫在与戈爾巴喬夫會面後顯然並不滿意且感觉緊張。
政變者從普斯科夫的工廠定了250,000對手銬和300,000份逮捕表格。克留奇科夫將所有克格勃成員薪水加倍，從休假中叫回並置於警戒状态，列福爾特監獄也被事先淨空預備接收囚犯。

## 八月政變
巴克拉諾夫、博爾金、舍寧和瓦連尼科夫自克里米亞回來後政變者在克里姆林宫聚會，亞納耶夫、巴甫洛夫和巴克蘭諾夫簽署了「蘇聯領袖宣言」，在这份宣言中，他們宣佈“因為蘇聯內的一些未注明因由的恐怖份子”，國家将進入緊急狀態，並宣佈國家緊急委員會的成立是為了管理這個國家和使苏联能在緊急狀態下維持政權。
緊急委員會的成員包含亚纳耶夫、巴甫洛夫、克留奇科夫、亚佐夫、普戈、巴克拉諾夫和斯塔罗杜布采夫（蘇聯农民聯盟主席）、季贾科夫（國營企業和工業、建筑、运输和邮电设施联合会长）。
亞納耶夫以“戈爾巴喬夫生病無能履行總統職責”為藉口簽署行政命令，任命自己為蘇聯代理總統。國家緊急委員會封禁了莫斯科除了共產黨控制下的九家報社以外的所有報社，同时發佈一份題為「蘇聯人的榮譽和尊嚴必須恢復」的宣言，保證新聯盟條約將被每個人討論，「城市街道不再有犯罪」，委員會將專注于解決食物短缺問題，同時向市民保證它支持「真正的民主進程」和改革。

### 8月17日
趁俄羅斯蘇維埃聯邦社會主義共和國總統葉爾辛自對哈薩克的訪問回到他在莫斯科的別墅時拘捕他的計畫曾被考量，但基於某些原因，未付諸實行。

### 8月19日
上午7:00，「蘇聯領袖宣言」、亞納耶夫的行政命令和國家緊急委員會的文宣開始由國營俄羅斯電台和俄羅斯電視台在俄羅斯蘇維埃聯邦社會主義共和國官方控制下播送。唯一的獨立政治電台莫斯科回音被切断通信。俄罗斯第2近卫塔曼摩托化步兵师和坎捷米爾第四近衛裝甲師的坦克、步兵戰車和裝甲運兵車陸續開進莫斯科，傘兵也參與了此次作戰，四名俄羅斯蘇維埃聯邦社會主義共和國人大代表（基於某些原因他們被認為最「危險」）被克格勃逮捕並拘留在莫斯科附近的陸軍基地。
上午9:00，葉爾辛抵達了白宫。他和俄羅斯蘇維埃聯邦社會主義共和國總理伊萬·西拉耶夫以及俄羅斯最高蘇維埃代理主席鲁斯兰·哈斯布拉托夫共同發佈聲明，稱一次反動反憲法的政變發生了，督促軍方不要參與此政變，聲明內一并呼籲發起總罷工訴求，使戈爾巴喬夫能向人民致詞。此聲明以傳單的形式在莫斯科傳播。
下午，莫斯科市民開始聚集在白宫附近並在週邊設立路障。
下午4:00，亞納耶夫宣佈莫斯科進入緊急狀態。
下午5:00，亞納耶夫召开记者会，宣佈戈爾巴喬夫在休息，他說：「多年辛勞使他變得非常疲倦並須要時間休息以恢復健康」，亞納耶夫說國家緊急委員會有心繼續改革，不過他的軟弱姿態、顫抖的手和不安表情使他的話語缺乏說服力。
同一時間，一個受命防衛白宮的塔曼摩托化步兵師坦克營參謀長宣佈他向俄羅斯蘇維埃聯邦社會主義共和國領袖效忠，葉爾辛爬上其中一輛坦克車並向群眾致詞。出乎意料的，此插曲也在國營電視台的晚間新聞播出。

### 8月20日
尼古拉·加里宁將軍被亞納耶夫指派為莫斯科軍事總指揮的莫斯科軍區司令员，并宣佈莫斯科晚上十一點到早上五點宵禁，当天開始生效，這在當時被視為對白宫的進攻即將開始的徵兆。
白宫的防守者進行準備，其中虽有一些有武裝，但多數自願者并没有武裝。向俄羅斯蘇維埃聯邦社會主義共和國領袖宣佈效忠的謝爾蓋·葉夫多基莫夫少校指揮的坦克連在傍晚離開白宫，領導白宮臨時防衛總部的人是康斯坦丁·科別茨將軍和一位俄羅斯蘇維埃聯邦社會主義共和國人大代表，这位人大代表可運用的人包括一些自願參與防衛白宫的將軍和高級軍官，其中一些已退役。
下午，克留奇科夫、亞佐夫和普戈終於決定進攻莫斯科白宫，此決定得到國家緊急委員會其他成員的支持，克格勃的根尼·阿格耶夫將軍，克留奇科夫的代理人和陸軍將領阿恰洛夫，亞佐夫的代理人計畫發起「雷霆作戰」，由克格勃特種部隊阿爾法小組（代表俄語第一個西里爾字母А）和維姆佩爾組（代表俄語第三個西里爾字母В，音/v/，借用德文的「信號旗」）執行，傘兵、莫斯科特種警察部隊、内務軍捷爾任斯基師、三個坦克連和一個直昇機中隊支援。
阿爾法組指揮官維克托·卡爾普欣將軍與其他同組高階將領同行，参与的還有傘兵部隊副指揮官亞歷山大·列別德，他混入莫斯科白宫附近的人群以評估執行類似作戰的可能。在這之後，卡爾普欣和維姆佩爾組指揮官別斯科夫上校試圖說服阿格耶夫此作戰因將導致流血衝突，将不可能成功。列別德在傘兵部隊指揮官帕維爾·格拉切夫同意下，回到莫斯科白宫並秘密告知防衛總部進攻開始時間為下午2時。

### 8月21日
約凌晨一时，距克里姆林宮不遠處塔曼摩托化步兵師的一個步兵戰車縱隊在一個隧道被由無軌電車和清路機構築的路障所阻，德米特里·科马尔爬上一輛步兵戰車企圖以帆布堵塞觀測孔，但其後從步兵戰車上摔死或被射死，弗拉基米尔·乌索夫嘗試幫助他但也被射死（可能是被非蓄意的跳彈擊中），在差不多同一時間，第三個人伊利亚·克里切夫斯基，也因不明原因被射死，另有多人受傷。此步兵戰車被群眾放火焚烧，但未有纵队士兵死亡。

### 8月24日
莫斯科为科马尔、乌索夫、克里切夫斯基举行了隆重的葬礼，几十万人走上街头为他们送葬。叶利钦等俄罗斯领导人和很多社会活动家都在追悼大会上讲了话，戈尔巴乔夫没有参加这个活动，但他颁布命令，授予三个死难者苏联英雄称号。在整个苏联历史上，这是最后一次授予苏联英雄称号。
特種部隊阿爾法和信号旗並未如原定計畫前往白宮，當亚佐夫得知此情况后，他命令部隊撤離莫斯科。
上午8:00，部队开始離開莫斯科。国家紧急状态委员会成員在國防部聚會，並且決定派一代表團前往克里米亞與戈爾巴喬夫會面商議，克留奇科夫、亚佐夫、巴克拉诺夫、蒂賈科夫、蘇聯最高蘇維埃主席阿纳托利·卢基扬诺夫和蘇聯共產黨副總書記弗拉基米尔·伊瓦什科飛到克里米亞。
下午5:00，代表團到達福罗斯別墅，但戈爾巴喬夫拒絕與之會面，反而在他所在別墅的通訊恢復後，宣佈廢除所有国家紧急状态委员会的決定並免除其成員的政府職位，蘇聯總檢察署遂嘗試開始調查此次政變。
晚間10時，時任戈巴契夫總統軍事顧問，曾任蘇聯紅軍總參謀長兼國防部第一副部長、蘇聯最高蘇維埃主席團主席顧問的阿赫羅梅耶夫元帥，被發現在克里姆林宮的辦公室中上吊自殺，他生前留下了五張手寫紙條。

## 結果
因一些地區行政委員會首腦支持國家緊急委員會，8月21日，俄羅斯最高蘇維埃在1626-1號決議中授權俄羅斯總統葉爾辛指派地區行政首腦，雖然當時有效的俄羅斯憲法未提供總統此權力。
國家緊急委員會代表團和戈爾巴喬夫分批飛抵莫斯科。
克留奇科夫、亞佐夫和蒂賈科夫在8月22日清晨抵達莫斯科後即在機場被逮捕。
8月22日上午，亞納耶夫在他的辦公室被捕。同日，俄羅斯最高蘇維埃在1627/1-1號決議宣佈訂俄羅斯在歷史上的白藍紅國旗為俄羅斯官方國旗，替代蘇聯紅旗。
8月23日，普戈夫妇自殺。巴甫洛夫和斯塔罗杜布采夫同日被捕。
8月23日-24日晚間，位於盧比揚卡克格勃總部前的契卡創始人捷爾任斯基紀念碑被拆除。
8月24日，巴克蘭諾夫、波爾丁和舍寧被捕。

### 蘇聯共產黨的終結
8月24日，戈爾巴喬夫辭去蘇聯共產黨總書記職位，声称因为苏共中央及政治局和书记处没有坚决反对政变，故要求苏共中央自行解散，各加盟国内的共产党和地方党组织则自行决定自己的前途。同日，俄羅斯總統葉爾辛在他的第83號行政命令中，将蘇聯共產黨檔案轉移給政府檔案部門。
8月25日，苏共中央书记处被迫发表声明，宣布接受自动解散苏共中央的决定，同时请求苏联总统、俄罗斯总统和各共和国领导人准许苏共在莫斯科举行苏共中央全会或采取其他组织措施，讨论苏联共产党今后的命运问题，但未见各方答复。同日，葉爾辛在他的第90號行政命令中，將蘇聯共產黨在俄羅斯的資產國有化（包括但不限于政黨委員會總部，還包括教育機構、旅館等等）。
11月6日，葉爾辛在他的第169號行政命令中，終止蘇聯共產黨和俄罗斯共产党在俄羅斯的活動，并解散其组织机构。蘇聯共產黨結束長達74年的一黨專政地位。

### 蘇聯分裂
8月24日，戈爾巴喬夫創立所謂「蘇聯經濟運作管理委員會」取代巴甫洛夫領導的蘇聯內閣，俄羅斯總理西拉耶夫率領此委員會。
8月24日，烏克蘭最高蘇維埃通過烏克蘭獨立宣言，並要求舉行公投来支持此獨立宣言。
8月27日，摩爾多瓦最高蘇維埃宣佈摩爾多瓦自蘇聯獨立，在8月30日和31日阿塞拜疆最高蘇維埃和吉爾吉斯最高蘇維埃也各自宣布阿塞拜疆和吉尔吉斯自苏联独立。
9月5日，人民代表大會通過了蘇聯第2392-1號法案「關於過渡時期蘇聯官方」，改革了蘇聯最高蘇維埃，替代原有的聯盟蘇維埃和民族蘇維埃兩議院。新的「過渡時期蘇聯官方」皆由人民代表大會所選出，新的兩議院為聯盟蘇維埃和共和國蘇維埃，聯盟蘇維埃由公民選出的人民代表組成，共和國蘇維埃成员由每个加盟共和國选出20名代表、每一自治區选出一名代表並由该自治区所在共和國的立法機關指派组成。俄羅斯為特例，擁有52名代表。不過，各共和國代表團在共和國蘇維埃僅有一票，法律將先在聯盟蘇維埃通過后，再交给共和國蘇維埃审议。另外，蘇聯國家理事會，其中包括蘇聯總統和各共和國總統也被設立，「蘇聯經濟運作管理委員會」被蘇聯跨共和國經濟委員會取代，同樣由西拉耶夫領導。
9月6日，新成立的蘇聯國家理事會承認愛沙尼亞、拉脫維亞和立陶宛的獨立。
9月9日，塔吉克最高蘇維埃宣佈自蘇聯獨立。
9月，亞美尼亞超過99%的投票人在公投中支持共和國對獨立的訴求。投票後，亚美尼亞最高蘇維埃在9月21日宣佈自苏联完全獨立。
10月27日，土庫曼最高蘇維埃宣佈土庫曼自蘇聯獨立。
在這之後，留在蘇聯内的共和國僅剩俄羅斯、白俄羅斯、哈薩克、烏茲別克四国。
11月，7個共和國（俄羅斯、白俄羅斯、哈薩克、烏茲別克、吉爾吉斯、土庫曼、塔吉克）同意簽署一個新聯盟條約，會形成一個稱為主權國家聯盟的聯邦，不過此聯邦最终并未實現。
12月1日，烏克蘭舉行公投，其中90%投票人支持烏克蘭獨立法案。
12月8日，俄羅斯、烏克蘭和白俄羅斯領導人葉爾辛、列昂尼德·克拉夫丘克和斯坦尼斯拉夫·舒什克維奇，以及共和國總理在白俄罗斯首都明斯克聚會，他們在此成立了獨立國家聯合體（CIS），並廢除成立了蘇聯的1922聯盟條約，另一個簽訂儀式在12月21日在阿拉木图舉行，將中亞五個共和國、亞美尼亞和阿塞拜然也納入CIS，格魯吉亞直到1993年才加入，波羅的海三國從未加入。截至12月16日哈萨克斯坦共和国宣布独立前夕，蘇聯法定領土僅存莫斯科直辖市与哈萨克苏维埃社会主义共和国。
莫斯科时间1991年12月25日，戈爾巴喬夫宣佈辭去蘇聯總統職。苏联国旗自莫斯科克里姆林國會建築前降下，取而代之的是俄羅斯三色旗，蘇聯不復存在。

### 俄羅斯激進經濟改革
1991年11月1日，俄羅斯蘇維埃聯邦社會主義共和國人民代表大會發佈第1831-1號決議，在法律上支持俄羅斯總統葉爾辛簽署經濟改革所需的行政命令的權力。即使與現有法律衝突，若此類命令未被俄羅斯最高蘇維埃或其主席團在七日內否決，將自動生效。
1991年11月6日，葉爾辛除了總統職權外再兼任總理職權，葉戈爾·蓋達爾成為副總理並兼任經濟和財政部長。
1991年11月15日，葉爾辛發佈第213號行政命令《關於外國在俄羅斯蘇維埃聯邦社會主義共和國領土經濟活動的自由化》，透過此法案，所有俄羅斯公司皆被允許進口商品和獲取外國貨幣（過去所有外國貿易皆被國家嚴密控制）。
1991年12月3日，葉爾辛發佈第297號行政命令《關於自由化物價措施》，透過此法案，自1992年1月2日，多數過去存在的物價控制皆被廢除。

### 對政變者的審判
被逮捕的國家緊急委員會成員和他們的同夥被以陰謀獲取權力形式的叛國罪被起訴，不過至1992年終他們皆已被保釋候審，在俄羅斯最高法院軍法舉行的聽證會從1993年4月14日開始。
1994年2月23日，俄羅斯國家杜馬宣佈特赦委員會成員和同夥，同樣被特赦的還有1993年10月事件的參與者，除了瓦連尼科夫將軍外的所有人皆接受特赦，而瓦连尼科夫将军要求繼續審判，他最終于1994年8月11日被無罪釋放。

### 國會委員會
1991年，列夫·蓬諾瑪廖夫領導成立了研究政變動機和理由的國會委員會。
1992年，在鲁斯兰·哈斯布拉托夫的堅持下，国会委员会解散。

## 歷史重要性
1991年蘇聯解體被俄羅斯總統普京稱為「20世紀最大地緣政治災難」。
烏克蘭首任總統列昂尼德·克拉夫丘克將1991年苏联情势的發展稱為「帝國的葬禮」。
長達二百多年的俄羅斯大一統時代瓦解後，俄羅斯總統葉利欽說：“二十世紀的俄羅斯，是俄羅斯有史以來，最令俄羅斯民族感到羞恥的時代。”

## 外部連結
- IRC logs（页面存档备份，存于）: Transcript of internet chat from the time of the coup
- TASS transmissions at the time of the coup (captured from short-wave radio transmissions, contains decoding errors)
- Andrew Coyne: Getting to the Roots of a Deserved Failure
- The St. Petersburg Times #696(63), 17.08.2001 The issue of The St. Petersburg Times devoted to the 10th anniversary of the coup attempt.
- Chronology of the Coup The USSR in 1991: The Implosion of a Superpower by Dr Robert F. Miller  （页面存档备份，存于）
- 1991 Diplomatic Bluebook, Section 4. The Soviet Union by the Japanese Foreign Ministry
- 一位匿名俄罗斯人对此事件的回忆录（英文）
- Sam Lafranco对此事件的回忆录（英文）
- Personal account and photographs of historian Douglas Smith, eyewitness to the coup
- （页面存档备份，存于） Vadim Anatov, a programmer for Relcom (the first public ISP in the USSR) talking about the role of the Internet in resistance to the coup.